# Framing Agnes
Framing Agnes es una película documental canadiense de 2022, dirigida por Chase Joynt. Un examen de las historias transgénero, la película se centra en Joynt y un elenco de actores transgénero que recrean varios estudios del trabajo de Harold Garfinkel con clientes transgénero en la Universidad de California, Los Ángeles.

## Sinopsis
La película explora el concepto del icono trans. Utiliza un formato híbrido, combinando análisis académicos con clips basados en entrevistas archivadas, filmadas con actores transgénero.

## Trasfondo
La película es una expansión del cortometraje de Joynt del mismo título, que se estrenó en 2019.

## Reparto
El reparto incluye a Angelica Ross, Zackary Drucker, Jen Richards, Max Wolf Valerio, Silas Howard y Stephen Ira.

## Lanzamiento y recepción
La película se estrenó en el Festival de Cine de Sundance de 2022, donde Joynt ganó el Premio del Público y el Premio al Innovador en el programa NEXT.  En una reseña crítica en Paste, Shayna Maci Warner escribió: "Como experiencia cinematográfica, la película se siente empujada en varias direcciones, formalmente incompleta e irregular". Las críticas de IndieWire fueron mixtas de manera similar, comentando negativamente sobre la alta proporción de contenido académico en el documental, haciéndolo "sentir más una clase de historia que una historia".